# Music workstation
Een music workstation is een uitgebreid muziekinstrument met een gecombineerde functionaliteit van een sequencer en een synthesizer. De sequencer heeft de mogelijkheid om datgene op te nemen, wat men op het klavier speelt.

## Geschiedenis
Het concept van een sequencer gecombineerd met een synthesizer begon in de late jaren 70 toen microprocessors, digitale synthese en opslagmedia qua kosten aantrekkelijk was in een enkel apparaat samen te stellen, en zo voor veel muziekproducenten en artiesten een betaalbare optie werd. Voorafgaand verliep de integratie handmatig met kabels in grote modulaire synthesizers, waarbij de noten werden opgeslagen via regelbare weerstanden op een analoge sequencer.
Voorbeeld van een eerste generatie music workstation is de Fairlight CMI uit 1979.

### Ontwikkeling
In de jaren 80 was er veel ontwikkeling op het gebied van geheugen en opslag. Als gevolg hiervan nam de hoeveelheid sample-geheugen toe, en konden er meer klanken worden opgeslagen. De grootste verandering in de industrie was de komst van de MIDI-standaard in 1983. Hiermee konden voor het eerst gespeelde noten worden verstuurd naar een ander muziekapparaat.
Eind jaren 80 verschenen er vaker ingebouwde MIDI-sequencers in professionele synthesizers. De Korg M1 uit 1988 werd een populair voorbeeld hiervan.

### Grooveboxes

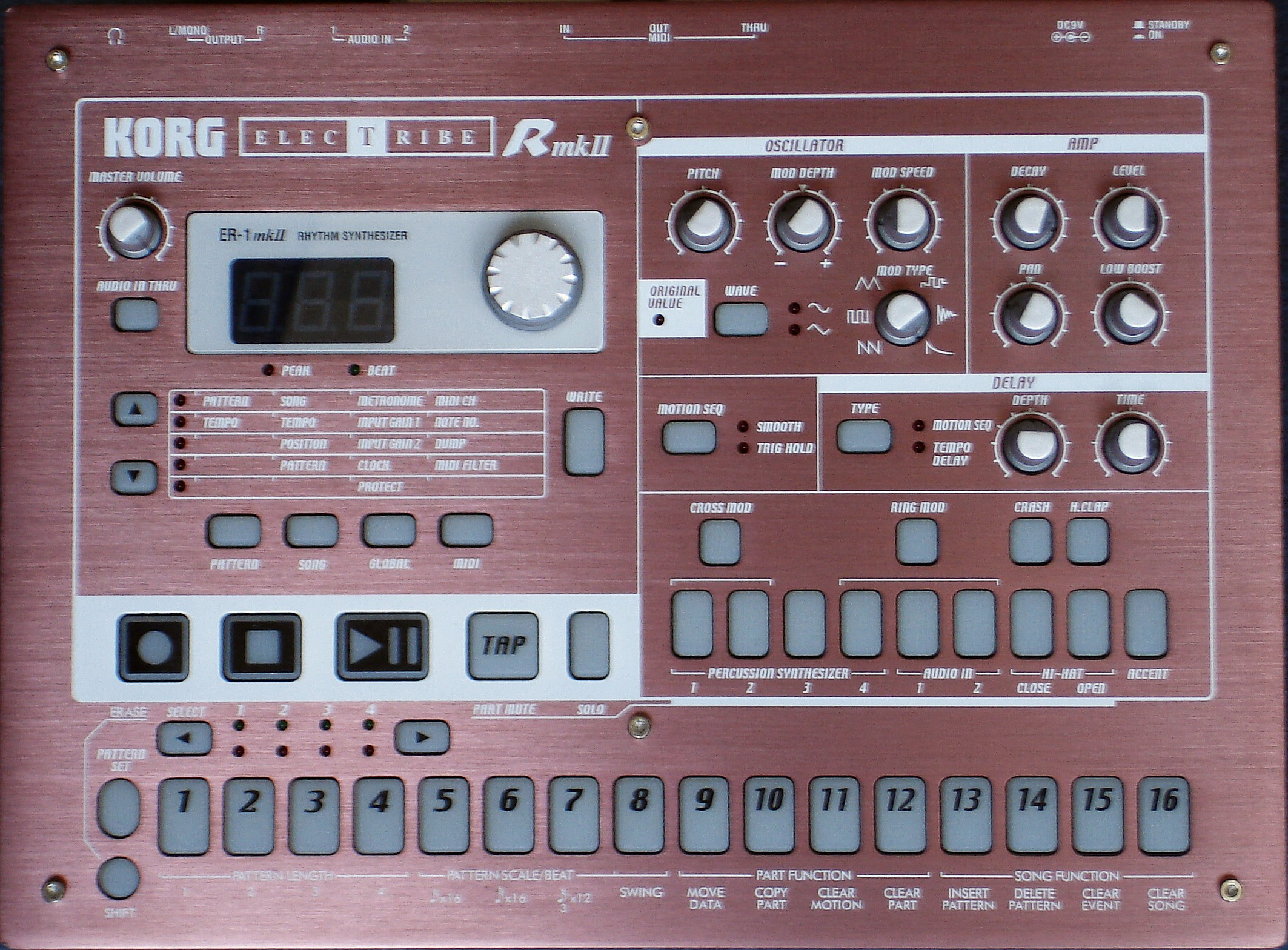
Korg Electribe R mkII

Vanaf 1990 kwamen er ook draagbare music workstations op de markt, zoals de Yamaha QY10. Dit is een geluidsmodule met ingebouwde sequencer die door een extern keyboard wordt aangestuurd. Midden jaren 90 ontstonden er ook zogenaamde grooveboxes of groovemachines, een music workstation zonder klavier, met ingebouwde klanken en een sequencer voor het programmeren van ritmes en patronen, gericht op de dancemuziek uit die tijd. Sommige uitvoeringen hebben ook een ingebouwde sampler. Het concept voor deze grooveboxes ontstond al in de jaren 80 met de Linn 9000, Korg DDD-1, Yamaha RX5, Simmons SDX, Kawai R-50e, E-mu SP-12 en de Akai MPC60. Modellen uit de jaren 90 zijn de Roland MC-303, Korg Electribe en de Yamaha RM1x.

### Moderne music workstations
Yamaha, Roland en Korg gebruiken sampling als standaard klankopwekking bij de Korg Triton (1999), Yamaha Motif (2001) en de Roland Fantom (2001). Deze workstations hebben een vrij groot display om een duidelijk overzicht te geven van alle klank, sequencer en sampling-opties. Toen aanraakschermen goedkoper werden, is deze mogelijkheid toegepast in latere modellen.
Fabrikanten gingen midden jaren 00 vaker software-integratie toepassen in een music workstation, waarbij het principe meer lijkt op een digitaal audiomontagesysteem (DAW). Door het gebruik van virtuele instrumenten en steeds krachtiger wordende hardware verschuift het model naar een waarbij het music workstation steeds vaker een complete pc is met aanraakscherm die op Linux draait. Voorbeelden hiervan zijn de OASYS uit 2005 en de Kronos uit 2011.

## Afbeeldingen

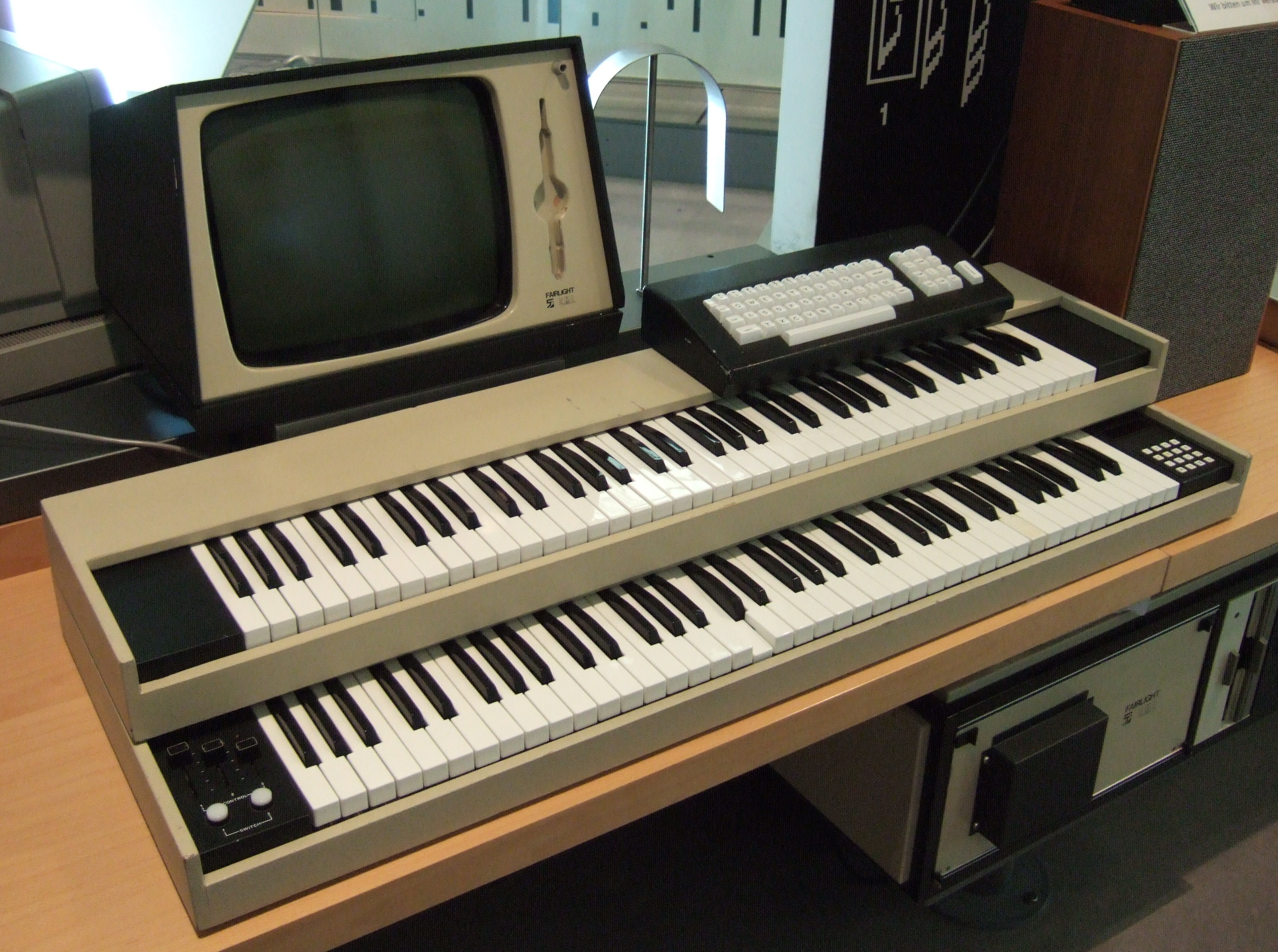
Fairlight CMI
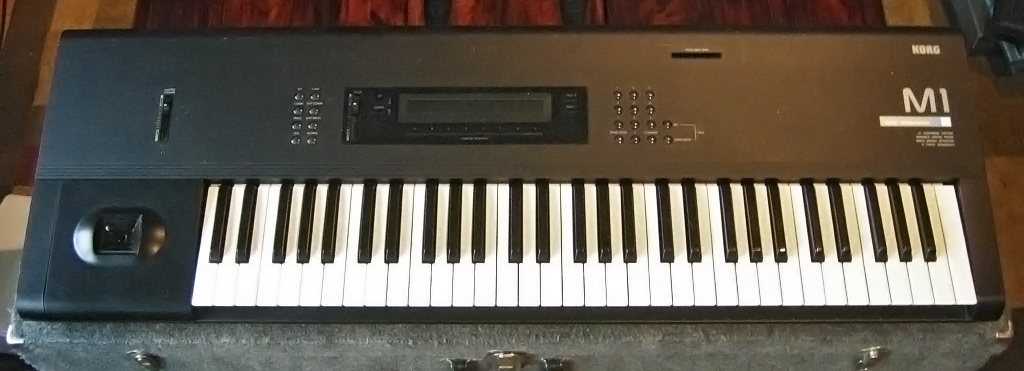
Korg M1
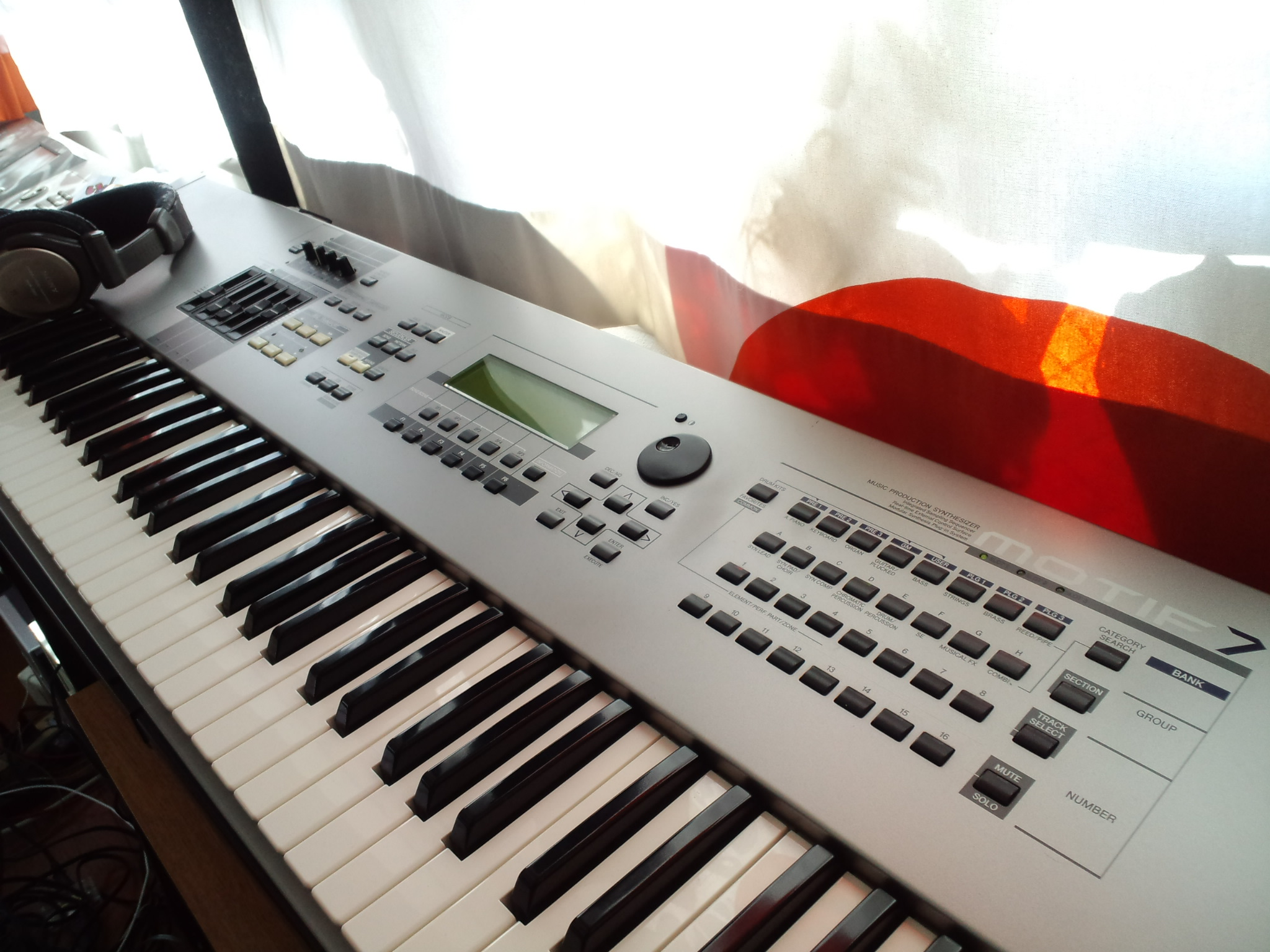
Yamaha Motif
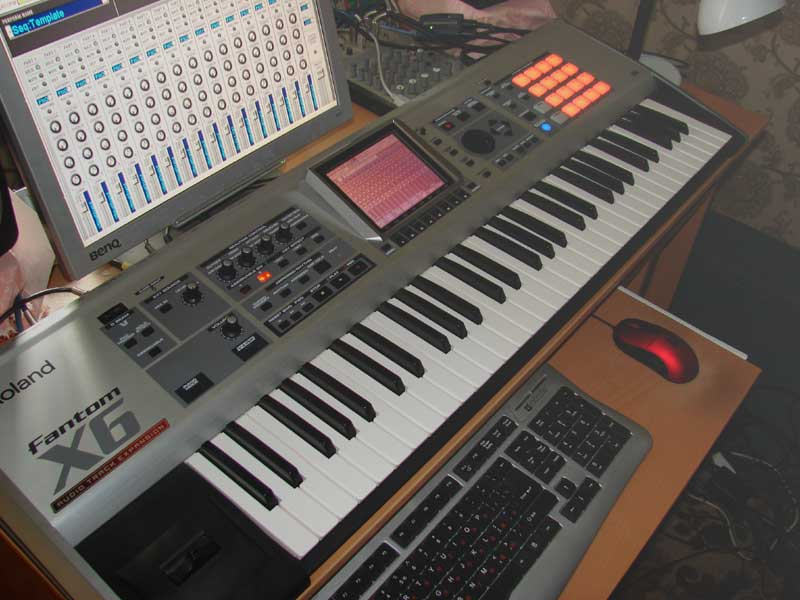
Roland Fantom X6